# Pontonia monnioti
Pontonia monnioti är en kräftdjursart som beskrevs av Bruce 1990. Pontonia monnioti ingår i släktet Pontonia och familjen Palaemonidae. Inga underarter finns listade i Catalogue of Life.